# Кайтакоски (водохранилище)
Кайтако́ски ‒ водохранилище в Печенгском районе Мурманской области и Финляндии (верховья и находящееся в подпоре водохранилища озеро Инари). Образовано на реке Паз (Патсойоки) в 1942 году, с 1959 используется для работы Кайтакоски ГЭС, осуществляет также многолетнее регулирование стока для всего каскада Пазских ГЭС и их водохранилищ. Плотина водохранилища высотой 15 м и длиной 553 м.

## География
Водохранилище находится в слабо населённой местности на границе с Финляндией. По берегам невысокие горы: на восточном берегу (на территории Финляндии) горы Мустиккаваара и Суоваселькя, на западном (на российской территории) гора Нискавара. В водохранилище впадают ряд малых рек и протоки от нескольких озёр, расположенных по берегам. По восточному берегу проходит автомобильная дорога.

## Морфометрия
Нормальный подпорный уровень (НПУ) 118 м над уровнем моря. Полный объём водохранилища при НПУ — 4,95 км³ (с учётом озера Инари, находящегося в его подпоре), полезный — 2,45 км³. Площадь водного зеркала водохранилища (без акватории оз. Инари) 3,2 км², длина водохранилища 10 км, ширина — 100—700 м, средняя глубина — 4 м, максимальная — 10 м. Длина береговой линии 21,4 км.

## История
Водохранилище Кайтакоски создано в 1942 году в результате подпора воды реки Паз в 10 км от её истока, расположенного на территории Финляндии озера Инари. Построенная в 1959 году Кайтакоски ГЭС стала первой ступенью каскада Пазских ГЭС, состоящего из семи электростанций. Пять из них принадлежат России (кроме Кайтакоски ГЭС, это Янискоски ГЭС, Раякоски ГЭС, Хевоскоски, Борисоглебская ГЭС) и две — Норвегии (Скугфосс ГЭС и Мелькефосс ГЭС).
Режим работы водохранилищ и электростанций на них регулируется международными договорами (Соглашение между Советским Союзом и Норвегией от 18 декабря 1957 года об использовании гидроэнергии реки Паз, Соглашение между СССР, Финляндией и Норвегией от 29.04.59 «О регулировании режима озера Инари посредством гидроэлектростанции и плотины Кайтакоски»).

## Биология
Водоём олиготрофный. Прозрачность воды 5‒6 м, вода чистая. Устойчивый ледовый покров на водохранилище держится с ноября по май. В водохранилище отмечены 27 видов водорослей, в основном погружённые водоросли, а также плавающие и рясковые. Основные виды рыб: сиг, щука, окунь, налим, ряпушка, обыкновенный гольян, хариус и кумжа.

## Данные водного реестра
По данным государственного водного реестра России относится к Баренцево-Беломорскому бассейновому округу, водохозяйственный участок реки — реки бассейна Баренцева моря от реки Патсо-Йоки (граница РФ с Норвегией) до западной границы бассейна реки Печенга. Речной бассейн реки — бассейны рек Кольского полуострова, впадает в Баренцево море.
Код объекта в государственном водном реестре — 02010000121499000000020.